# Germán Gabriel
Germán Gabriel Benaches (nacido el 16 de noviembre de 1980 en Caracas, Venezuela) es un exjugador profesional y entrenador de baloncesto español. Formó parte de la selección española que ganó el mundial junior en Lisboa en el año 1999.

## Trayectoria deportiva

### Jugador
A pesar de nacer en Venezuela se crio en la ciudad de Málaga, España, donde pronto comenzaría a despuntar en las categorías inferiores del Club Baloncesto Málaga. En la temporada 1998-99 dio el salto a la liga EBA con el Unicaja Macías, donde sólo jugaría durante un año. Las siguientes tres temporadas jugaría en el Unicaja Málaga en ACB y en el Club Ourense Baloncesto, hasta que fue cedido a Adecco Estudiantes por dos temporadas (2001-02 y 2002-03).
La siguiente temporada la volvería a jugar en el Unicaja Málaga pero solo jugaría durante un año. Su siguiente destino sería el Lagun Aro Bilbao Basket.
En las temporadas 2005-06 y 2006-07 militó en las filas del Akasvayu Girona antes de volver al equipo que le vio crecer como jugador, el Unicaja Málaga.
Fichó por el Club Baloncesto Estudiantes para la temporada 2009-10. En junio de 2010 fue incluido en la lista de 24 jugadores facilitada por la Federación Española de Baloncesto a la FIBA para integrar la Selección de baloncesto de España en el Campeonato Mundial de Baloncesto de 2010, aunque finalmente, el seleccionador español, Sergio Scariolo, no lo incluyó en la lista de 15 jugadores que se concentrarían en Las Palmas previamente al campeonato.
Formó parte del combinado español del Eurobasket de 2013, donde obtuvieron el bronce. Su aportación fue más bien testimonial al disputar un total de 35 min. en 7 partidos.
En junio de 2014 fichó por los Marinos de Anzoátegui de la liga venezolana, para disputar el final de aquella competición, coronándose campeón de la liga de Venezuela temporada 2013-2014.

### Entrenador
En octubre de 2016 anunció que se retiraba definitivamente de las canchas, y pasaba a ejercer labores de entrenador asistente en los Iowa Energy de la NBA Development League, la liga de desarrollo de la NBA, a las órdenes de Matt Woodley.

## Palmarés
Categorías inferiores selección
- Campeón en el Torneo Albert Schweitzer, Mannheim, (Alemania), 1998.
- Campeón en el Europeo sub-18 de Varna 1998.
- Campeón en el Mundial Sub-19 de Lisboa 1999.
- Medalla de Bronce en el Europeo Sub-20 de Ohrid 2000.

Selección absoluta
- Medalla de Bronce en el Eurobasket 2013 de Eslovenia.

Clubes
- Campeón  LPB Venezuela 2013-2014[7]
- Eurocopa de la FIBA (1): 2007.